# روز جهانی آبجو

روز جهانی آبجو جشنی است که در اولین جمعهٔٔ ماه اوت هرسال به‌پا می‌شود. این جشن را جسی اوشالوموف سال ۲۰۰۷ در سانتا کروز، کالیفرنیا پایه گذاشت. از زمان آغازِ این روز جهانی، از یک رویداد محلی کوچک در غرب ایالات متحده آمریکا به جشنی جهانی در ۲۰۷ شهر، ۸۰ کشور و ۶ قاره تبدیل شده‌است.
به‌طور مشخص برای روز جهانی آبجو سه هدف اعلام شده‌است:
1. جمع شدن با دوستان و لذت بردن از طعم آبجو
2. برای گرامیداشت کسانی که مسئول تهیه آبجو هستند یا آن را سرو می‌کنند.
3. برای متحد کردن جهان زیر پرچم آبجو. با بزرگداشت آبجوهای کشورهای مختلف در کنار هم و در یک روز مشترک